# Иевлев, Селиверст Петрович
Селиверст (или Сильвестр) Петрович Иевлев (16?? — до 1708 год, Санкт-Петербург) — из Иевлевых, стольник Петра Первого, один из руководителей строительства Новодвинской крепости в 1701 году.

## Биография
Сильвестр Иевлев был воеводой в Острогожске (1683 год).
Вместе с инженером Георгом-Эрнестом Резе руководил действиями береговых батарей во время обороны Архангельска от шведской эскадры в 1701 году. В 1702 — 1703 годах находился "на Вятке для сыску работных людеи, которые бежали от города". После основания Санкт-Петербурга обосновался в нём вместе с семьёй: женой — Марией Никитишной Иевлевой и двумя дочерьми — Ириной и Верой. По другим данным жену Иевлева звали Екатерина Захарьевна, и у них было двое сыновей Прокофий и Фёдор. 
Широко распространившаяся информация о присвоении Иевлеву звания шаутбенахта, как и в целом о его службе во флоте является сомнительной, так как в авторитетном источнике по истории флота России Ф. Веселаго  «Общий Морской Список», часть 1. (От основания флота до кончины Петра I). 1885 год какие-либо упоминания об Иевлеве отсутствуют.
Фигурирует в качестве одного из главных персонажей в романе Юрия Германа «Россия молодая» и снятом по роману одноимённом фильме.
Ряд архивных документов, касающихся землевладения Иевлева в Алексинском, Тульском и иных уездах, хранится в Научной библиотеке МГУ (ф. 62); см.: Морозов Б. Н, Документы XVII — первой трети XVIII веков из архива Иевлева // Из фонда редких книг и рукописей Научной библиотеки Московского университета. – М.: Издательство Московского университета, 1993. С. 120–131.